# Pernille Rosendahl
Pernille Rosendahl Larsen (født 22. marts 1972 i Aalborg) er en dansk sangerinde, sangskriver og producer der bl.a. er kendt som solokunstner, forsanger i indierock bandet Swan Lee og i rockbandet The Storm.  Pernille Rosendahl har siden hun var 19 år haft en aktiv karriere, først som korsangerinde og fra 1997 som selvudgivende sangerinde. Hun blev i 2005 kåret som ‘Året Sangerinde’ ved Danish Music Awards. Hun har komponeret musik til film og teater, og hun er en aktiv stemme i den danske kulturdebat. Hun har i over tre årtier været en af Danmarks mest fremtrædende kvindelige sangerinder.

## Musikkarriere
Pernille Rosendahl er født og opvokset i Aalborg, og flyttede i 1982 til Nykøbing Falster. Hun blev i 1985 en del af reggaebandet Rockae med trommeslageren Emil Jørgensen. I 1989 flyttede hun til København, hvor hun i 1990 startede på Sangakademiet. Her mødte hun Billie Koppel som introducerede hende for Annisette og Thomas Koppel, og hun blev korsanger i bandet Savage Rose. Fra 1991 til 1994 turnerede hun med Savage Rose og var med til indspilningen af albummet ‘Månebarn’ i 1992. Hun sang i perioden også kor i Zapp Zapp, Majbritte Ulrikkeholm og Grabowski. I 1995 tog hun til London hvor hun blev tilbudt flere pladekontrakter som soloartist, men takkede nej for at gå sin egen vej. Hun samarbejdede også med produceren Tim Simenon om hendes mulige debutalbum, der dog aldrig blev udgivet.

### Swan Lee
I 1996 indspillede Pernille Rosendahl, guitarist Jonas Struck og trommeslager Emil Jørgensen EP’en Dream Away under Pernille Rosendahls eget navn. Efter udgivelsen spillede Pernille Rosendahl, Jonas Struck, Richard Fortus (en) og Frank Ferrer (en) fra Guns N' Roses en showcase i New York under CMJ (en) Music Week. I 1999 stiftede og navngav Pernille Rosendahl, Jonas Struck og Emil Jørgensen bandet Swan Lee efter et nummer af Syd Barret. Her begyndte bandets kamp for at få en pladekontrakt, som er dokumenteret af filminstruktør Christina Rosendahl i den prisvindende filmdokumentar ‘Stjernekigger’ fra 2002.
Swan Lee har udgivet tre albums på deres eget pladeselskab GoGo Records: Enter (2001), Swan Lee (2004) og The Garden (2023). De modtog DR’s P3-prisen ved P3 Guld i 2002 og blev nomineret seks gange til Danish Music Awards. I 2004 modtog Pernille Rosendahl prisen som Årets Sangerinde ved Zulu Awards. I 2005 modtog hun prisen som Årets Danske Sangerinde ved Danish Music Awards. Swan Lee gik i opløsning i 2005, men blev gendannet i 2023. 

### The Storm
Pernille Rosendahl og Johan Wohlert dannede i sensommeren 2007 rockbandet The Storm og skrev kontrakt med Universal Music i Danmark. I 2008 udgav de deres debut album Where the Storm Meets the Ground som var produceret af Roy Thomas Baker. Albummet solgte over 25.000 eksemplarer og modtog en guldplade. I 2010 udgav de albummet Black Luck med producer Jacob Hansen, som solgte 1150 eksemplarer. I 2011 udgav de deres tredje album Rebel Against Yourself. Hvorfra singlen ”Lost in The Fire” var en af årets mest spillede sange i dansk radio.
I 2013 fortalte de til pressen, at de var gået fra hinanden men fortsat ville lave musik sammen.

### Soloartist
Den 1. april 2016 udkom hendes første soloalbum, Dark Bird, på hendes eget pladeselskab Dark Bird Inc. og var selvfinansieret. Albummet blev skrevet og produceret af Pernille Rosendahl og Søren Vestergaard. Jonas H. Petersen var medsangskriver på to sange. Albummet blev mixet af Jeff Ellis (en) og indspillet i København og Los Angeles. Albummet tog inspiration fra Højskolesangbogen, salmer af komponisten Carl Nielsen, det nordiske musikbibliotek, filmen Interstellar af Christopher Nolan og Hans Zimmers lyddesign. Med inspiration fra et interview af David Bowie i 2002, omhandlede albummet også hvor vigtigt det er at omfavne både det triste og positive i ens hverdag. Pernille Rosendahl udtalte i et interview med Julie Moestrup “Han sagde, at det mest triste ved den vestlige verden er, at moderne mennesker ikke tør omfavne både det mørke og lyse i deres hverdag. For ham gik livet ud på at acceptere al tristessen og melankolien, for det er også forbundet med al det vidunderlige og skægge.” Berlingske skrev "Efter en årrække væk fra søgelyset er det på hendes melankolimættede solodebut, »Dark Bird«, en langt mere personlig Pernille Rosendahl, som træder i skrøbelig musikalsk karakter. For sikke det klæder hende at skære ind til den følsomste kerne." Gaffa skrev "| Melodierne er helt stilrene og lidt kølige i deres dæmpede kompositioner, der bygger på en lækker r&b og en trippende elektronisk gang."
I 2019 udgav hun albummet The Hurt som ligeledes var skrevet og produceret af Pernille Rosendahl og Søren Vestergaard. Albummet var en personlig og musikalsk fortælling om alenehed og en barndom præget af vold og svigt. Gaffa skrev "Sårbarheden udspilles fuldt ud i de let dystre, men altid iltgivende sange. Det er minimalistiske tegnede melodier, der får krop og udtryk gennem prunkløse basgange og fartgivende synthflader." To af teksterne til sangene "In the Middle of the Ends of Time" og "Dreams" er skrevet af den Grammy-nominerede sangskriver Pamela Phillips-Oland. Albumcoveret var taget af fotograf og model Helena Christensen.
Pernille Rosendahls to solo albums var blandt andet inspireret af salmer fra Højskolesangbogen og fællesskabsfølelsen som musik giver. For at give publikum en mere intim oplevelse af hendes musik turnerede hun i kirker og på museer, herunder i Christians Kirke, Hover Kirke, Dronninglund Kirke, Ansgars Kirke, Vestervang Kirke, Gråsten Slotskirke, Skagen Kirke, Trekroner Kirke, Brandkjærkirken, Sct. Michaelis Kirke, Præstevang Kirke, Treenighedskirken, Sct. Pauls Kirke, Virklund Kirke, Holstebro Kirke, Hinnerup Kulturhus, Kirke Hylling, Arken Museum for Modern Art, Rudolf Tegners Museum, HEART i Herning, Faaborg Museum, Kunsten Museum of Modern Art Aalborg, Thorvaldsens Museum, Johannes Larsen Museet, Charlottenborg Kunsthal og Kutuaq i Nuuk. Om samarbejdet med kulturinstitutionerne, udtalte hun til KBH Museer “For mig skal koncerter helst være en 360 graders oplevelse af de fysiske rum, kunsten og musikken. Det gør op med de forventninger, publikum som regel har til en koncert.”
Pernille Rosendahl har samarbejdet med flere kunstnere og medvirket på flere albums, herunder med Puddu Varano (2001), Claus Hempler (2004), Kesi (2012) og Kristian Leth (2022). i 2002 medvirkede hun på nummeret "You & I" med Filur (2002), der siden blev remixet af Trentemøller. I 2008 medvirkede hun på sangen "Mary Ann's Place" af det danske metalband Volbeat fra deres album Guitar Gangsters & Cadillac Blood.

## Kultur og aktivisme

### Aktivisme
Pernille Rosendahl har deltaget i debatter om ligestilling, #metoo, musikere-, kvinders- og børns rettigheder samt vigtigheden af kunstens rolle. Hun har også været aktiv i debatten om musikeres rettigheder og problematikken omkring streamingtjenesterne. Hun deltog i 2016 i debatten om musikkens fremtid på Folkemødet på Bornholm, og skrev med forkvinde i KODA Anna Lidell en kronik om den ubalancerede aflønnings fordeling i musikbranchen. I 2022 turnerede hun med Danmarks Underholdningsorkester og skrev med direktør Andreas Vetø et debatindlæg med om at fremme mangfoldige kulturoplevelser i Danmark.
For at hylde Kvindernes Internationale Kampdag, deltog Pernille Rosendahl i 2014 i koncert arrangeret af Kvinfo i Den Sorte Diamant.  Som en del af Golden Days 2022 festivalen med teamet ‘Queens’, skabte hun med Rungstedlund en sanselig vandringskoncert der hyldede forfatteren Karen Blixen i deres fuglereservat.

### Korsang og Højskolesangbogen
Pernille Rosendahl har udtalt flere gange at korsang har haft en stor betydning for hende. I 2016 co-foundede hun koret KORAGE med sangerinderne Sharin Foo, Hannah Schneider, Karen Mukupa, Josephine Philip, Rebekka Maria, Kristina Holgersen og Louise Alenius Boserup. I 2017 blev de inviteret af IBM til at lave et musikalsk eksperiment med den kognitive computer, Watson. Computeren udvalgte tekster og lydfiler fra hver sangerinde og omdannede disse til et samlet musikalsk værk som koret opførte. Samme år optrådte koret også under opsætningen ‘Porøset’ på Det Kongelige Teater. 
I 2018 blev Pernille Rosendahl inviteret af DR's Pigekors chefdirigent Philip Faber til at fortolke en række salmer fra Højskolesangbogen til serien ‘Din Danske Sang’ der blev sendt fra DR Koncerthuset. Hun fortolkede blandt andet ’Sig nærmer tiden, da jeg må væk’, ‘Se Nu Stiger Solen’ og ‘Drømte mig en drøm i nat’. Hun udtalte “Jeg ser det som en ære at fortolke de her sange, som fortæller historien om de mennesker, der har boet i vores land. Jeg havde selvfølgelig en ærefrygt og respekt over for materialet, fordi sangene er så godt skrevet, men de fortjener også nutidige fortolkninger, så de fortsætter med at spille sin væsentlige rolle for vores følelse af fællesskab som land.”

### Filmmusik
I 2004 blev hendes sang ‘Someday’ til filmen ‘Rembrandt’ nomineret til en Robert. I 2006 genindspillede hun D-A-D's sang ‘Laugh 'n' a Half’ til Christina Rosendahls film Supervoksen. Hun optrådte også som receptionist i filmen. I 2011 blev Pernille Rosendahl, Kristian Leth og Fridolin Nordsø nomineret til en Robert for 'Årets Sang’ med ‘Secret Life’, som de havde komponeret til filmen ‘Lost in Africa.’ Hun har også lagt stemme til Smølfine i filmene Smølferne fra 2011 og 2013.

### TV
Fra 2010 til 2012 var Pernille Rosendahl dommer i talentshowet X Factor på DR1. Hun var i alt dommer i 3 sæsoner. I 2010 var hun mentor for solister over 25 og førte dermed Thomas Ring til finalesejren den 27. marts 2010 i Parken. Hun var desuden med til at skrive vindersangen "My Dream", som blev Rings første single. I 2012 førte hun ligeledes Ida Østergaard Madsen til sejren i Boxen i Herning.
I 2018 deltog hun i TV2 programmet ‘Toppen af Poppen’ med Søren Sko, Lis Sørensen, Silas Bjerregaard, Thøger Dixgaard, Claus Hempler og Annika Aakjær.
I 2019 deltog hun i kulturserien ‘Åndernes huse i Norden’ hvor vært Barbara Læssøe Stephensen besøger en række kunstnerhjem i Norden med nogle af vores tid store nordiske kulturpersonligheder. Pernille Rosendahl, arkitekt Kjetil Trædal Thorsen (en) fra Snøhetta og tekstildesigner Johanna Gullichsen udforsker kollektivet Hvitträsk i Finland, og diskutere arkitekturen, fællesskabet og kulturen i og omkring stedet.
I 2021 deltog hun i DR-programmet 'Skattejagt på Museet' med forfatter Knud Romer og direktør Mads Holst for Moesgaard Museum. Med udgangspunkt i museets samling, skrev hun sangen Vuggevise til verdens bedst bevarede moselig Grauballemanden.
I 2022 deltog hun i DR2’s dokumentar serie ‘DR2’s Store Danske Rock Historie’ om dansk rockmusiks historie hvor hun blev interviewet af D-A-D’s Jacob Binzer.

### Teater
I 2012 medvirkede hun i Nikolaj Cederholm’s ‘Hey Jude’ teaterkoncert om The Beatles på Østre Gasværk med Cecilie Stenspil, Troels Lyby, Jimmy Jørgensen og Mark Linn. I anledning af Aarhus som Europæisk Kulturhovedstad i 2017, deltog hun i danseteaterkoncerten ‘Elsker Dig Forevigt’ med Black Box Dance Company Holstebro og koreograf Marie Brolin-Tani. Stykket var baseret på Susanne Biers film af samme navn. Pernille Rosendahl og Søren Vestergaard skabte musikken som også inkluderede sange fra hendes debut album Dark Bird.
I 2021 samarbejde de igen og skabte hybrid danseteaterkoncerten ‘Vita Danica’ på Aarhus Teater med Black Box Dance Company Holstebro, instruktøren Sargun Oshana, arkitekt og scenograf Sarah Fredelund og designeren Mark Kenly Domino Tan. Stykket hyldede den danske folkesjæl gennem dans og musik fra nutiden, og inkluderede mere end 20 sange fra Salmebogen og højskolesangbogen. Børsen skrev “En øjenåbner ind til vores fælles nationalarv", fortolket gennem kroppe, musik og billeder. Men omvendt er den også meget moralsk, for den minder os om, at vi aldrig bør glemme eller nedgøre, hvem vi er, eller hvilken kulturarv vi er rundet af. Det er det, " Vita Danica" kan og vil. "Få os til at stå ved, hvem vi er på godt og ondt.”

## Privatliv
Pernille Rosendahl er gift med tidligere minister Kristian Jensen. Hun dannede par med musiker Johan Wohlert fra 2004 til 2011, og i 2006 fik de sønnen Tristan.
Pernille Rosendahl er lillesøster til filminstruktøren Christina Rosendahl, som bl.a. har instrueret Stjernekigger, Supervoksen og Idealisten. Hun er storesøster til hiphopproducer Vagn Luv (Mikael Vagn Khattar Larsen), der bl.a. har produceret for U$O, Jooks, Karen og senest Katinka.
I forbindelse med lanceringen af Christina Rosendahls dokumentar "Vold i Kærlighedens Navn", der dokumenterer kvinders fortællinger om vold fra krisecentret Danner, beskrev søstrene, hvordan de voksede op med vold og frygt. Som 10-årig flyttede hun med sin søster, lillebror og mor til Nykøbing Falster, da de var nødt til at gå under jorden pga. deres voldelige far. I 2004 fortalte Pernille Rosendahl om at blive forladt som treårig på et hotelværelse i serien ‘Sange fra 1. sal’ hvor hun efterfølgende sang Paul McCartneys nummer ‘Waterfalls.’
I anledning af Pernille Rosendahls 50 års fødselsdag bragte Politiken en artikel af journalist Erik Jensen, som blev kritiseret for at være sexistisk, blandt andet i en kronik af hendes søster Christina Rosendahl. Chefredaktør Christian Jensen og journalist Erik Jensen undskyldte efterfølgende omtalen over for Pernille Rosendahl. 

## Diskografi
Solo
- Dream Away EP (1997)
- Dark Bird (2016)
- The Hurt (2019)

med Swan Lee
- Enter (2001)
- Swan Lee (2004)
- Din Gamle Blå Frakke, På Danske Læber (2004)
- The Garden (2023)

med The Storm
- Where the Storm Meets the Ground (2008)
- Black Luck (2009)
- Rebel Against Yourself (2011)

Gæsteoptræden
- Vega 22-10-96, Sharing Patrol (1996)
- Gaderne Hvisker, Frithjof Toksvig (1997)
- Hide Your Ways, Puddu Varano (2001)
- Get on Land, Düreforsøg (2002)
- You & I, Filur (2002)
- ‘'Hempler, Claus Hempler (2004)
- Waterfalls, Sange Fra 1. Sal (2004)
- Mary Ann's Place, Volbeat (2008)
- På Vej Væk, (Vi Ses) Kesi (2012)
- Din Danske Sang, DR Pigekoret (2018)
- Grænseland - Sig Månen Langsomt Hæver, Phillip Faber - DR Pigekoret - Pernille Rosendahl (2021)
- Sovehoved, Kristian Leth (2022)

Kor
- Det Største Af Alt Er Kærlighed og Lille Grønne Abe The Savage Rose (1991)
- Månebarm, Savage Rose (1992)
- Majbritte Ulrikkeholm, Majbritte Ulrikkeholm (1993)
- Take Me To The Moon, Gone Fishin’ (1994)
- Kingdom Come, Lars Muhl (1994)
- Underligere End Kærlighed, Grabowski (1997)

Soundtracks
- Someday, Rembrandt (2003)
- Laugh’n’ a Half, Supervoksen (2006)
- Secret Life, Kidnappet (2011)